# TI-66
La TI-66 est une calculatrice de Texas Instruments.
Elle adopte un aspect différent des modèles Texas Instruments précédents (TI-58/59) en passant au format à l'italienne mais elle conserve le même système de programmation.
Tout comme la TI-58C, la mémoire n'est pas volatile et on peut éteindre la calculette sans perdre le programme comme c'est le cas sur la TI-59.
On notera cinq changements principaux par rapport à la TI-58C :
- l'affichage à cristaux liquides amène un listing alphanumérique des pas de programmation et facilite ainsi la mise au point ;
- la mémoire passe de 480 à 512 pas de programme ;
- l'emplacement pour les modules d'extension ROM est supprimé ;
- la vitesse d'exécution est moins bonne ;
- la lourde batterie et le chargeur sont remplacés par des piles bouton.

Il était possible d'ajouter une petite imprimante thermique (PC-200) par un mini port série. Sa consommation était très faible.